# Magyarországi mauzóleumok listája

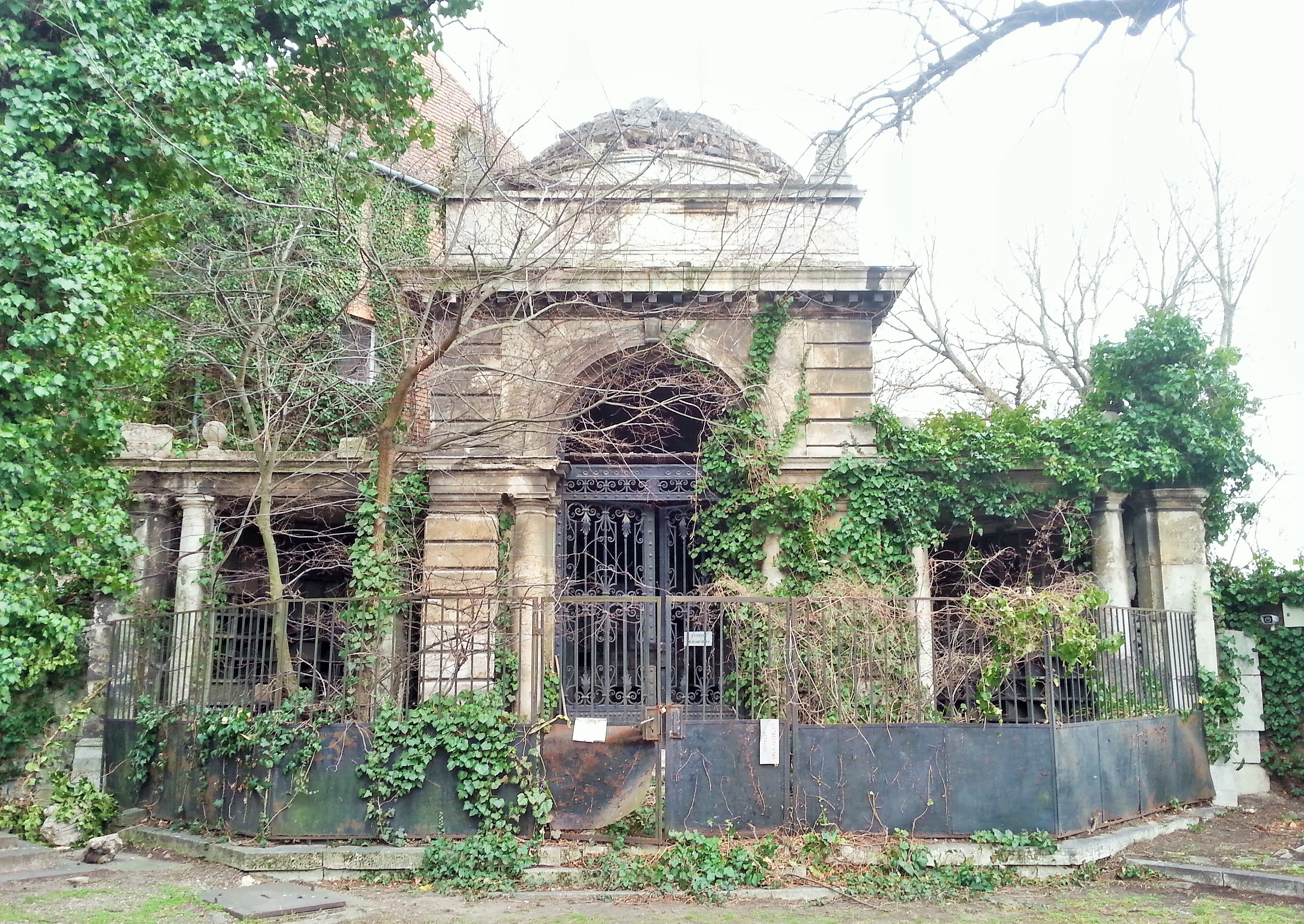
A Thalmayer-mauzóleum egyike Magyarország nagyméretű mauzóleumainak (Fiumei úti sírkert, Budapest)

Az alábbi lista a Magyarország területén található mauzóleumokat mutatja be. A források hiányossága miatt a lista nem tekinthető teljesnek.

## Budapest

### Farkasréti temető
| Kép | Név                                            | Tervező | Építés ideje | Megjegyzés |
| --- | ---------------------------------------------- | ------- | ------------ | ---------- |
|     | Vuic-mauzóleum                                 | n. a.   | n. a.        |            |
|     | Torma-mauzóleum                                | n. a.   | n. a.        |            |
|     | Szöllősy-mauzóleum                             | n. a.   | n. a.        |            |
|     | Szendi-mauzóleum                               | n. a.   | n. a.        |            |
|     | Schäffer-mauzóleum                             | n. a.   | n. a.        |            |
|     | Schober-mauzóleum                              | n. a.   | n. a.        |            |
|     | Pásztory-mauzóleum                             | n. a.   | n. a.        |            |
|     | Mátraházi-mauzóleum                            | n. a.   | n. a.        |            |
|     | Kamarás-mauzóleum                              | n. a.   | n. a.        |            |
|     | Jeszenszky-mauzóleum                           | n. a.   | n. a.        |            |
|     | Horváth-Hinko-Karácsonyi-mauzóleum             | n. a.   | n. a.        |            |
|     | Görcz-mauzóleum                                | n. a.   | n. a.        |            |
|     | Feldhoffer-mauzóleum                           | n. a.   | n. a.        |            |
|     | Farkas-Csekő-mauzóleum                         | n. a.   | n. a.        |            |
|     | Faragó-Brunner-mauzóleum                       | n. a.   | n. a.        |            |
|     | Dedinszky-mauzóleum                            | n. a.   | n. a.        |            |
|     | Bágyi-mauzóleum                                | n. a.   | n. a.        |            |
|     | Balogh-mauzóleum                               | n. a.   | n. a.        |            |
|     | [azonosítatlan] mauzóleum                      | n. a.   | n. a.        |            |
|     | [azonosítatlan] mauzóleum                      | n. a.   | n. a.        |            |
|     | [azonosítatlan] mauzóleum                      | n. a.   | n. a.        |            |
|     | A Nagy-család nyitott mauzóleumszerű síremléke | n. a.   | n. a.        |            |

### Farkasréti izraelita temető
| Kép | Név                   | Tervező | Építés ideje | Megjegyzés                |
| --- | --------------------- | ------- | ------------ | ------------------------- |
|     | Kónyi Manó mauzóleuma | n. a.   | n. a.        | 1121 Budapest, Érdi út 9. |
|     | [NN] mauzóleuma       | n. a.   | n. a.        | 1121 Budapest, Érdi út 9. |

### Budafoki temető
| Kép | Név                        | Tervező | Építés ideje | Megjegyzés                   |
| --- | -------------------------- | ------- | ------------ | ---------------------------- |
|     | Koszta-család mauzóleuma   | n. a.   | n. a.        | 1222 Budapest, Temető u. 12. |
|     | François-család mauzóleuma | n. a.   | n. a.        | 1222 Budapest, Temető u. 12. |

### Egyéb budapesti mauzóleumok
| Kép | Név              | Tervező          | Építés ideje | Megjegyzés                                 |
| --- | ---------------- | ---------------- | ------------ | ------------------------------------------ |
|     | Törley-mauzóleum | Ray Rezső Vilmos | 1909         | Budafok – 1221 Budapest, Sarló utca 6.     |
|     | Gül Baba türbéje | n. a.            | 16. század   | Rózsadomb – 1023 Budapest, Mecset utca 14. |
|     | Wolf-mauzóleum   | n. a.            | 19. sz.?     | Nagytétény                                 |

## Egyéb helyszíneken (vármegyék szerint)

### Baranya
| Kép | Név                                   | Tervező             | Építés ideje | Megjegyzés |
| --- | ------------------------------------- | ------------------- | ------------ | ---------- |
|     | Batthyány-Montenuovo Mauzóleum (Bóly) | Carl Gangolf Kayser | 1879–1894    |            |
|     | Zsolnay-mauzóleum (Pécs)              | Sikorszky Tádé      | 1901–1913    |            |

### Borsod-Abaúj-Zemplén
| Kép | Név                                     | Tervező    | Építés ideje | Megjegyzés |
| --- | --------------------------------------- | ---------- | ------------ | ---------- |
|     | Bottlik-mauzóleum (Tibolddaróc)         | n. a.      | n. a.        |            |
|     | Kazinczy Emlékcsarnok (Sátoraljaújhely) | Ybl Miklós | 1862         |            |

### Csongrád-Csanád
| Kép | Név                         | Tervező | Építés ideje | Megjegyzés |
| --- | --------------------------- | ------- | ------------ | ---------- |
|     | Rónay Mauzóleum (Kiszombor) | n. a.   | 1902-1906    |            |

### Győr-Moson-Sopron
| Kép | Név                            | Tervező | Építés ideje | Megjegyzés |
| --- | ------------------------------ | ------- | ------------ | ---------- |
|     | Széchenyi Mauzóleum (Nagycenk) | n. a.   | 1778         |            |
|     | Lenck-mauzóleum (Sopron)       | n. a.   | n. a.        |            |

### Jász-Nagykun-Szolnok
| Kép | Név                                      | Tervező | Építés ideje | Megjegyzés |
| --- | ---------------------------------------- | ------- | ------------ | ---------- |
|     | Hajdu család sírhelye, Túrkeve Véntemető | n. a.   | 1890         |            |

### Komárom-Esztergom
| Kép | Név                      | Tervező | Építés ideje | Megjegyzés |
| --- | ------------------------ | ------- | ------------ | ---------- |
|     | Butyka-mauzóleum, Kisbér | n. a.   | n. a.        |            |

### Pest
| Kép | Név                            | Tervező            | Építés ideje | Megjegyzés |
| --- | ------------------------------ | ------------------ | ------------ | ---------- |
|     | Szily-mauzóleum (Biatorbágy)   | n. a.              | n. a.        |            |
|     | Luppa-mauzóleum (Pomáz)        | Harmincz M. Mihály | 1912         |            |
|     | Kövér mauzóleum (Aszód)        | n. a.              | n. a.        |            |
|     | Schossberger-mauzóleum (Aszód) | Baumhorn Lipót     | 1913         |            |
|     | Dezseőffy-mauzóleum, Nagykáta  | n. a.              | n. a.        |            |

### Somogy
| Kép | Név                                                 | Tervező | Építés ideje | Megjegyzés |
| --- | --------------------------------------------------- | ------- | ------------ | ---------- |
|     | Somssich-mauzóleum (Mike)                           | n. a.   | n. a.        |            |
|     | Széchenyi mauzóleum (Somogyvár)                     | n. a.   | n. a.        |            |
|     | Alsókománai Álgya Pap mauzóleum, Balatonlelle       | n. a.   | n. a.        |            |
|     | Vértesy-Kalocsa-Máthé családmauzóleum, Balatonlelle | n. a.   | n. a.        |            |
|     | S. I. mauzóleum, Balatonlelle                       | n. a.   | n. a.        |            |
|     | Veres János mauzóleuma, Balatonlelle                | n. a.   | n. a.        |            |

### Tolna
| Kép | Név                                  | Tervező  | Építés ideje | Megjegyzés |
| --- | ------------------------------------ | -------- | ------------ | ---------- |
|     | Sztankovánszky-mauzóleum (Kajdacs)   | Neÿ Béla | 1876         |            |
|     | Ermel-Vojnits-mauzóleum (Bonyhád)    | n. a.    | n. a.        |            |
|     | Pusztai Juliska mauzóleuma, Dombóvár | n. a.    | n. a.        |            |

### Vas
| Kép | Név                             | Tervező | Építés ideje | Megjegyzés |
| --- | ------------------------------- | ------- | ------------ | ---------- |
|     | Szapáry-mauzóleum (Sorokpolány) | n. a.   | n. a.        |            |

### Veszprém
| Kép | Név                                                      | Tervező        | Építés ideje | Megjegyzés |
| --- | -------------------------------------------------------- | -------------- | ------------ | ---------- |
|     | Szent Kereszt felmagasztalása templom mauzóleuma (Ganna) | Charles Moreau | 1812–1818    |            |

### Zala
| Kép | Név                             | Tervező | Építés ideje | Megjegyzés |
| --- | ------------------------------- | ------- | ------------ | ---------- |
|     | Inkey-kápolna                   | n. a.   | 1768         |            |
|     | Festetics-mauzóleum (Keszthely) | n. a.   | 1925         |            |

## A Trianoni békediktátum előtt Magyarországhoz tartozó területeken
- Andrássy-Mauzóleum (Krasznahorkaváralja)[16]
- Csávossy-mauzóleum, Papd
- Feszty-mauzóleum, Ógyalla